# Lagrangiaanse mechanica
De Lagrangiaanse mechanica is een herformulering van de klassieke mechanica, die de wet van behoud van impuls met de wet van behoud van energie combineert. De Lagrangiaanse mechanica werd in 1788 door de Italiaanse wiskundige Joseph-Louis Lagrange geïntroduceerd. In de Lagrangiaanse mechanica wordt de baan van een systeem van deeltjes afgeleid door een van de twee vormen van de Lagrange-vergelijkingen op te lossen, die de Lagrange-vergelijkingen van de eerste soort en de Lagrange-vergelijkingen van de tweede soort worden genoemd. In de Lagrange-vergelijkingen van de eerste soort  worden de randvoorwaarden expliciet als extra vergelijkingen behandeld, vaak met gebruikmaking van Lagrange-multiplicatoren. In de Lagrange-vergelijkingen van de tweede soort zijn de randvoorwaarden rechtstreeks opgenomen door een oordeelkundige keuze van gegeneraliseerde coördinaten. Het fundamentele lemma van de variatierekening laat zien dat het oplossen van de Lagrange-vergelijkingen equivalent is aan het vinden van het pad, waarvoor de  actie functioneel stationair is, een grootheid die de integraal van de Lagrangiaan (die gelijk is aan de kinetische energie minus de potentiële energie) over de tijd is.

## Voetnoten
1. 1 2  R. Dvorak, Florian Freistetter (2005). Chaos and stability in planetary systems (Chaos en stabiliteit in planetaire systemen. Birkhäuser, "§ 3.2 Lagrange vergelijkingen van de eerste soort", p. 24. ISBN 3540282084.
2. ↑  H. Haken (2006). Information and self-organization (Informatie en zelforganisatie, 3rd. Springer, p. 61. ISBN 3540330216.
3. ↑  Cornelius Lanczos (1986). The variational principles of mechanics (De variatierekening beginselen van de mechanica), Reprint of University of Toronto 1970 4th. Courier Dover, "II §5 Auxiliary conditions: the Lagrangian λ-method", p. 43. ISBN 0486650677.
4. ↑  Henry Zatzkis (1960). Fundamente formules uit de natuurkunde, 2nd. Courier Dover, "§1.4 Lagrange vergelijkingen van de tweede soort", p. 160. ISBN 0486605957.